# Lichnochromis acuticeps
Lichnochromis acuticeps, chiamato anche "aguglia del Malawi", è l'unico membro conosciuto del genere Lichnochromis. È una specie di ciclidi haplochromini predatori, endemica del lago Malawi  e può raggiungere una lunghezza totale di 14 centimetri.
 Questo pesce viene impiegato negli acquari.